# Martin Wilhelm Oppenheim
Martin Wilhelm Oppenheim (geboren am 1. Februar 1781 in Königsberg; gestorben am 10. Oktober 1863 in Dresden) war ein deutscher Bankier und Förderer Gottfried Sempers.

## Leben

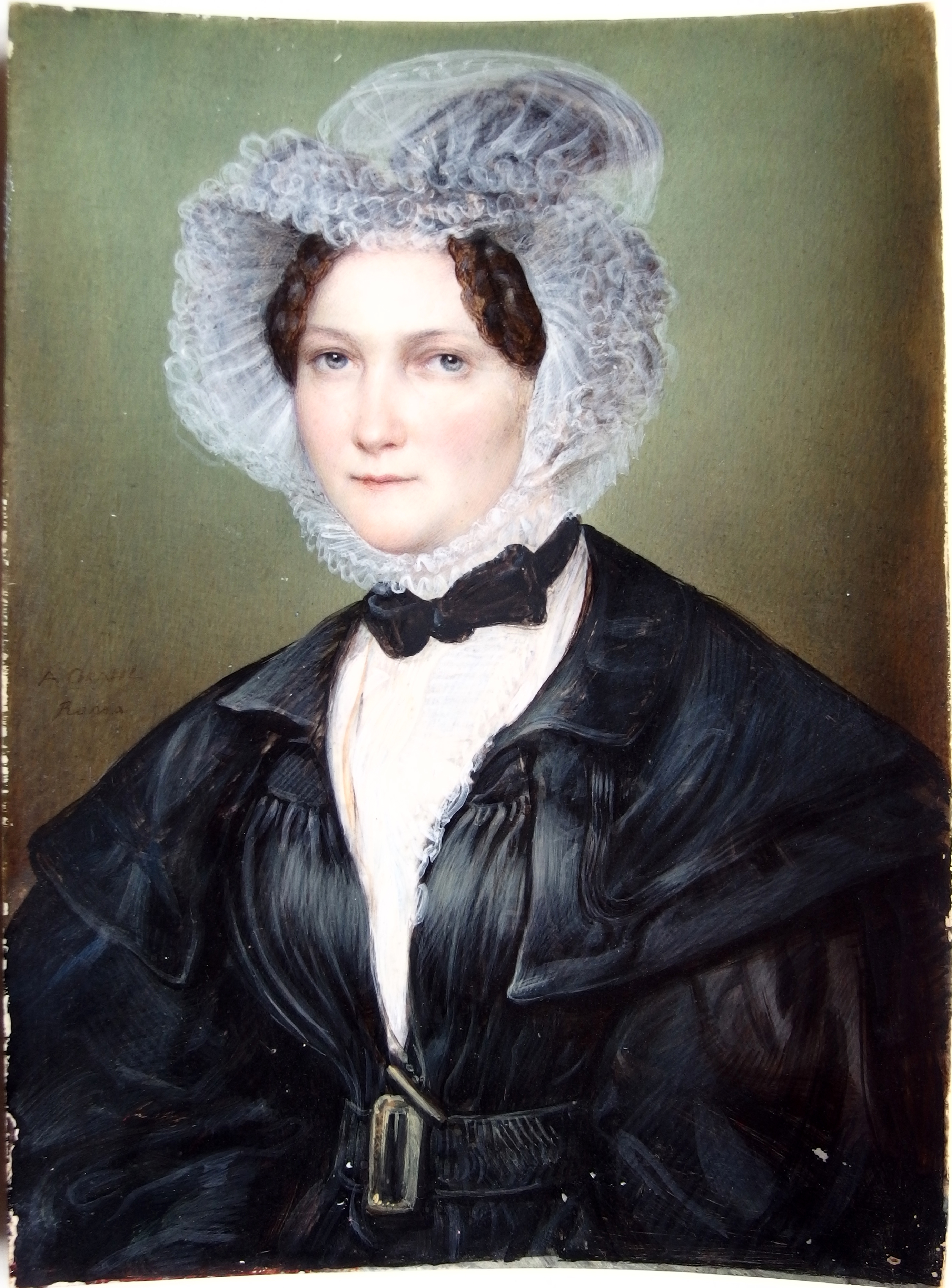
Rosa Oppenheim, um 1830, von August Grahl (1792–1868)

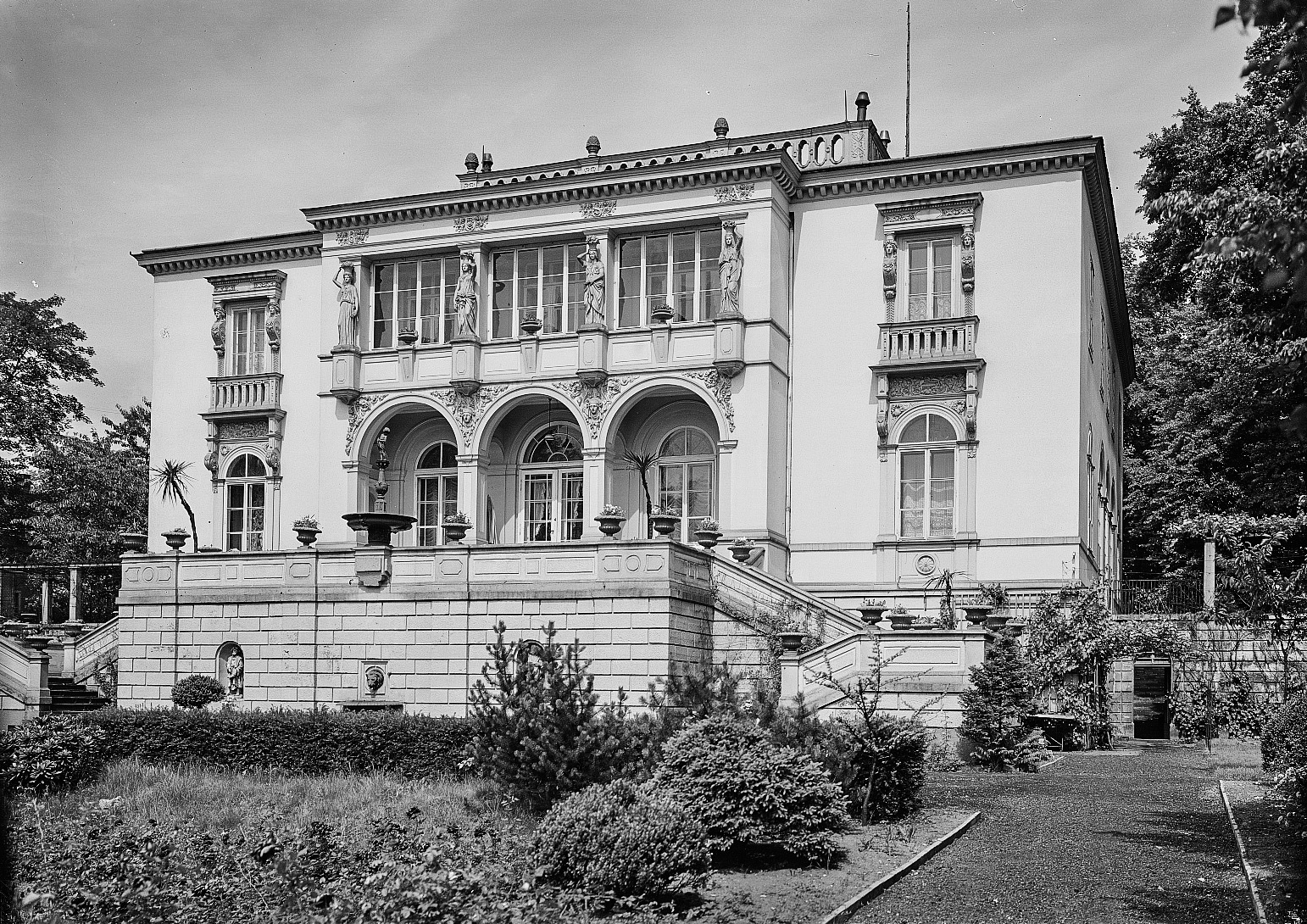
Sommervilla in der Holzhofgasse in der Äußeren Neustadt

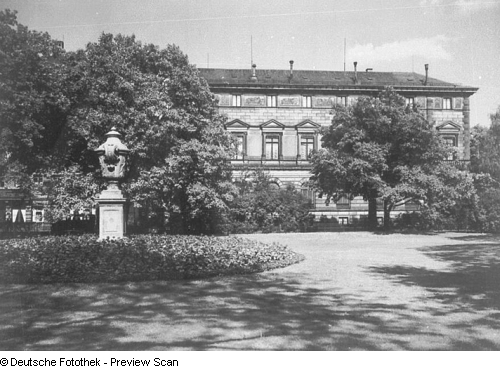
Palais Oppenheim, Bürgerwiese 5–7

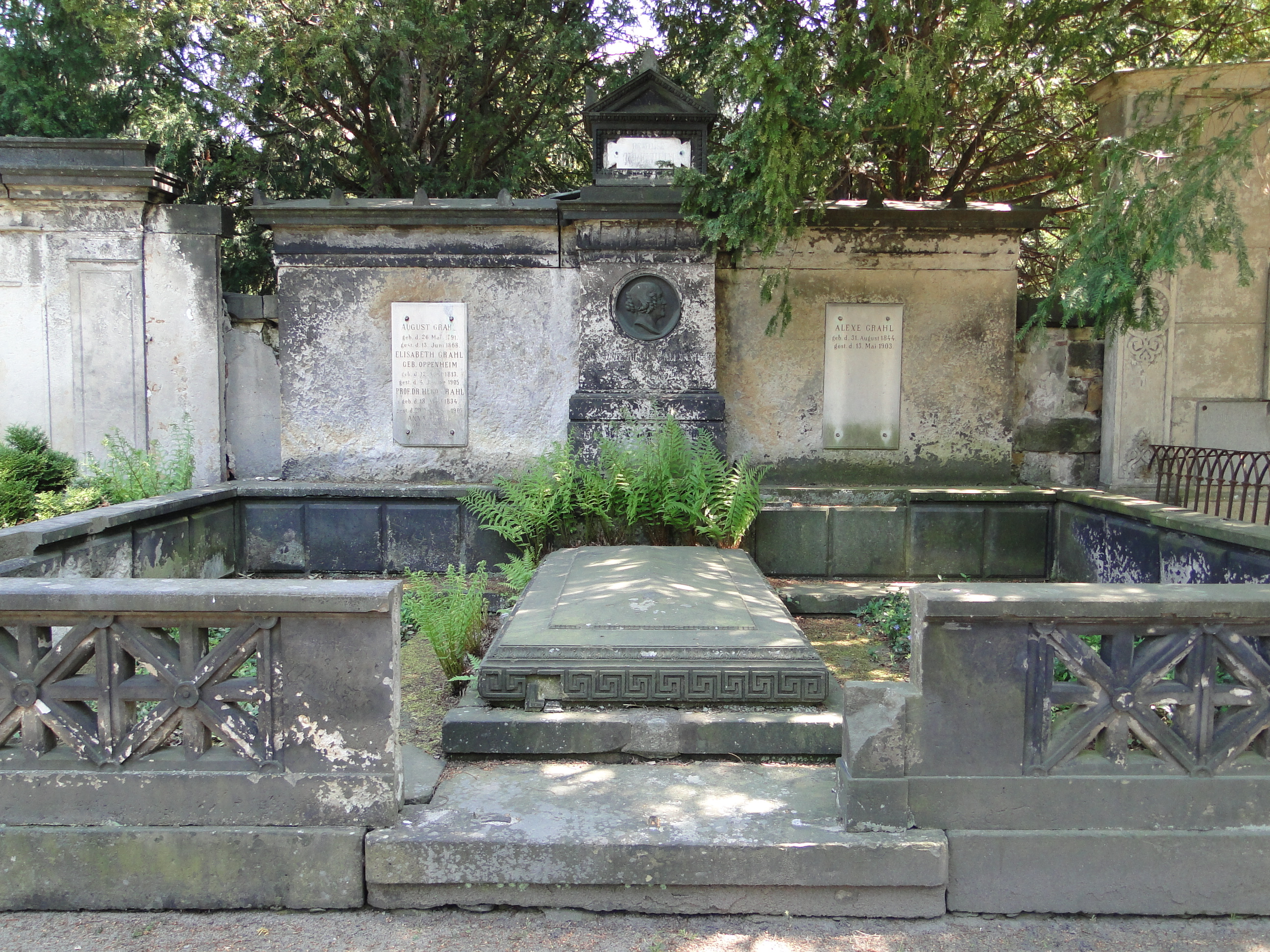
Oppenheims Grab auf dem Trinitatisfriedhof in Dresden

Seine Mutter Henriette, genannt Jette (1756–1832), war eine geborene Goldschmidt aus Hamburg. Ihr Ehemann, Oppenheims Vater, war der Bankier Wolff (Mendel) Oppenheim (1753–1828), Handelsmann und Bankier aus Königsberg. Sowohl Wolff als auch sein Bruder Mendel (1758–1820) – der später Henriette Itzig (1767–1842), Tochter des Daniel Itzig, heiratete – nahmen den Namen des Stiefvaters Süßkind Oppenheim (1732–1809) an. 
Königsberg war nach dem Siebenjährigen Krieg (1756–1763) eine weltoffene Stadt, insbesondere für unternehmerische Tätigkeiten. Nach dem Emanzipationsedikt von 1812 waren Familien der jüdischen Gemeinde Königsbergs, wie die Privatbankiers der Simons, Oppenheims und Warschauers bis in die Zeit der Vor- und Frühindustrialisierung die wichtigsten und einflussreichsten Träger des gesamten Kreditwesens. 
Die Begründer der Königsberg-Berliner Bankiersfamilie Oppenheim traten vom jüdischen zum christlichen Glauben über und ließen sich bei der Taufe ihrer Kinder mittaufen. So auch M. W. Oppenheim, welcher mit der Taufe, zusammen mit seiner Frau Rosa, geb. Alexander (1792–1849), am 7. April 1826 den Namen Mendel Wolff ablegte und sich nun Martin Wilhelm Oppenheim nannte. Als ein Zeichen der Kontinuität wurden christliche Vornamen mit den Anfangsbuchstaben der jüdischen gewählt.
Martin Wilhelm Oppenheim, Teilhaber des Königsberger Handels- und Bankhauses Oppenheim & Warschauer legte das Bankgeschäft in die Hände seines Sohns Rudolph Oppenheim, welcher den Kaufmannsberuf erlernt hatte. Dieses war 1803 in Königsberg gegründet und wurde ab 1805 von seinem Schwager Marcus Warschauer geleitet. 
Wer innerhalb der Königsberger Judenschaft zu Reichtum und Ansehen gelangt war, zog oft nach Berlin, wo zahlreiche verwandtschaftliche Beziehungen bestanden. So zog auch Martin Wilhelm, er nannte sich nun Partikulier, nach Berlin, wohin die Familie Oppenheim ihren Schwerpunkt verlagert hatte. Nach dortigem kurzen Aufenthalt, er wohnte in der Behrenstraße, beschloss er seiner Tochter Elisabeth Grahl nach Dresden zu folgen. Seine großen Mittel und der Schönheitssinn seiner Frau Rosa veranlassten ihn, auf Anraten seines Schwiegersohns August Grahl, zwei Prachthäuser für Winter und Sommer bei Gottfried Semper zu bestellen. Diesen hatte er im Winter 1829/30 auf einer Reise in Rom kennengelernt und beauftragt Porträts seiner Frau und Tochter anzufertigen.
Martin Wilhelm Oppenheim gehörte im 19. Jahrhundert zu den wohlhabendsten Einwohnern Dresdens und war Mitglied in einer Vielzahl künstlerisch-literarischer Vereine und bildete auch einen eigenen Zirkel. Den Auftrag zum Bau der Dresdner Synagoge hatte Semper möglicherweise seiner Bekanntschaft mit Martin Wilhelm Oppenheim zu danken. 1851 wurde er als Mitglied in dem literarisch-geselligen Verein der Montagsgesellschaf aufgenommen, der überwiegend von Künstlern, Musikern und Schriftstellern geprägt war. Einen Debattierclub geistreicher Leute hatte Ferdinand Hiller 1845 gegründet, welchen man Hillerkränzchen nannte, aus welcher die Montagsgesellschaf hervorging. Diese konstituierte sich im Dezember 1846 und man traf sich allwöchentlich im „Engels Restauration und Billard“ am Postplatz.
Im Jahr 1839 ließ er von Semper die Sommervilla bauen. Die „Villa Rosa“, benannt nach seiner Frau Rosa, war eine vorstädtische Villa in der Äußeren Neustadt (Antonstadt) Dresdens an der Holzhofgasse, nahe dem später angelegten Rosengarten an der Elbe. Semper gestaltete sie in Anlehnung an die aus dem 16. Jahrhundert stammende Villa Rotonda in Vicenza des Architekten Andrea Palladio (1508–1580). Als dieses Sommerhaus fertig war, siedelte Martin Wilhelm Oppenheim 1840 nach Dresden über, bezog die Villa Rosa und nahm die ganze Familie der Tochter mit hinein.
Von 1845 bis 1848 folgte der Bau des „Oppenheim’schen Palais“ im Stil der Neorenaissance an der Bürgerwiese 5–7. Er bewohnte mit seiner Frau Rosa die erste Etage und die junge Familie Grahl bewohnte das Hochparterre. 
Martin Wilhelm Oppenheim verstarb mit 83 Jahren an einem Schlaganfall in seiner Villa Rosa. Die Grahls konnten die Villen alleine nicht behalten, so beschlossen die Erben Oppenheim diese zu verkaufen. Der aus St. Petersburg stammenden Freiherr von Kap-herr, dessen Söhne in der Nähe Dresdens Güter hatten, kaufte das Palais Oppenheim mit allem Inventar und bat die Grahls zu einer geringen Miete wohnen zu bleiben. Erst lange nach dem Tod von Martin Oppenheim wurde das Palais von 1871 bis 1874 nach Plänen von W. Hoffmann für Emma von Kaskel, eine Tochter des Kölner Bankier Simon von Oppenheim umgebaut. Das Anwesen der Villa Rosa ging an den Freiherrn Wilhelm Georg von Warburg. 
Semper gestaltete im Auftrag der Familie Oppenheim die Grabstelle auf dem Trinitatisfriedhof, in dem neben Martin Wilhelm Oppenheim und seiner Frau Rosa auch seine Tochter Elisabeth und deren Ehemann, der Miniaturmaler August Grahl, deren Sohn Hugo Grahl mit seiner Frau Anna geborene Kummer, und Alexe Grahl beigesetzt wurden. Ein Relief in Bronze der verstorbenen Rosa Oppenheim von Ernst Rietschel ziert die mittelste Steilwand.

## Familie
- Der erste Sohn Rudolph Oppenheim (1811–1871) Kaufmann und Bankier, heiratete Dorothea Heimann (geb. 1818). Er übernahm das Bankhaus „Oppenheim & Warschauer“, assoziierte sich mit seinem Vetter Robert Warschauer, trennte sich von ihm und verlegte sein Geschäft „R. Oppenheim & Co.“ von Königsberg nach Berlin.
- Die einzige Tochter Elisabeth Julie Oppenheim (1813–1905) heiratete 1832 den Maler August Grahl. Sie war befreundet mit Hans Christian Andersen und setzte sich für den Druck seiner Märchen ein.
- Der zweite Sohn Adolph Oppenheim (1816–1894) wurde Landwirt und Rittergutbesitzer, heiratete seine Cousine Marie Josephine (1820–1883), Tochter des Bankiers Marcus Warschauer und Schwester von Robert Warschauer.
- Der dritte Sohn Otto Georg Oppenheim (1817–1909) wurde Jurist und heiratete 1843 Margarethe (1823–1890), Tochter des Bankiers Alexander Mendelssohn. Die Schwester von Margarete, Marie Josephine Mendelssohn (1822–1891) war mit Robert Warschauer verheiratet; dieser sowohl der Sohn des Teilhabers Marcus Warschauer, als auch Sohn der Schwester Rebecca von Martin Wilhelm Oppenheim war.
- Alexander Oppenheim (1819–1898), Jurist und Fotograf, blieb unverheiratet. Er und sein Vetter Arnold Mendelssohn kamen als junge Referendare nach Königsberg und wurden bekannt durch den sog. Kassetten-Diebstahl für die Gräfin Hatzfeld, einer Freundin von Lassalle.[5]